# Regionshospitalet Viborg
Regionshospitalet Viborg er det største hospital i Hospitalsenhed Midt, der også omfatter regionshospitalerne i Silkeborg og Skive samt Hammel Neurocenter. Før 2011 indgik Regionshospitalet Viborg i en fælles organisation med Regionshospitalet Skive. I Viborg er der ca. 500 sengepladser og ca. 2900 ansatte. Samlet har Hospitalsenhed Midt 4.300 ansatte, hvorved det er den næststørste hospitalsenhed i Region Midtjylland. Det nuværende etageareal på Regionshospitalet Viborg på 95.000 m2 udbygges i øjeblikket og frem mod 2018 til 117.000 m2. Den samlede udgift hertil beløber sig til 1,15 mia. kr., som er bevilget af regeringens Kvalitetsfond og Region Midtjylland.

## Hospitalsenhed Midt
- Regionshospitalet Viborg tilbyder undersøgelse og behandling inden for en række forskellige specialer (hospitalet er – uden for Århus – det mest udspecialiserede i Region Midtjylland). Desuden er hospitalet udpeget som ét af regionens fem akuthospitaler.

- Regionshospitalet Skive modtager patienter til indlæggelse for medicinske sygdomme, primært lungelidelser (disse patienter vil fra efteråret 2010 i stedet blive indlagt i Viborg). Desuden har hospitalet tre neuro-rehabiliteringafsnit, hvor patienter indlægges til ikke-akut behandling og genoptræning efter apopleksi. Hospitalet rummer også ambulatorier, fertilitetsklinik, terapiafdeling, centrallaboratorium, røntgenafsnit, patologisk institut, palliativt team og skadeklinik.
- Regionshospitalet Silkeborg: Tekst mangler, hjælp gerne med at skrive teksten.
- Hammel Neurocenter: Tekst mangler, hjælp gerne med at skrive teksten.

## Historie
Det var selvstændige institutioner, da de blev grundlagt:
- Skive Sygehus i 1854.
- Viborg Sygehus i 1856.
- Kjellerup Sygehus i 1914.

Viborg Sygehus og Kjellerup Sygehus blev lagt sammen i 2000 under navnet Viborg-Kjellerup Sygehus. 1. januar 2003 fusionerede Viborg-Kjellerup Sygehus med Skive Sygehus – og Sygehus Viborg blev hermed en realitet. Ved kommunalreformen i 2007 skiftede alle sygehusene navn og logo til de nuværende.

### Viborg Sygehus
I 1826 indrettede barber, badskærer og billardholder C.F. Dragheim byens første sygestue med i første omgang syv senge i en ejendom på Hjultorvet. Viborgs første egentlige sygehus blev opført i en lille bygning i Grønnegade i år 1856. Selv om sygehuset i Grønnegade blev moderniseret løbende, blev det hurtigt for trangt, idet behovet for sengepladser var stødt stigende. Overlægen Peter Wilken Heiberg som styrede Viborg Sygehus fik efter lang tid overbevist amtet om at der skulle bygges et helt nyt sygehus. I år 1899 stod det nye sygehus færdigt med plads til 52 medicinske og kirurgiske patienter, samt til 16 epidemiske patienter.

### Skive Sygehus
Tekst mangler, hjælp os med at skrive teksten

### Kjellerup Sygehus
Regionshospitalet Kjellerup (tidligere Kjellerup Sygehus) indgik i fra 2000 til 2010 i en fælles organisation med Regionshospitalet Viborg (dengang kaldet Viborg Sygehus) under navnet Viborg-Kjellerup Sygehus. Imidlertid ophørte hospitalsaktiviteten i Kjellerup i juni 2010, da Regionshospitalet Kjellerup blev nedlagt, hvorved det ikke blev en del af Hospitalsenhed Midt. I de sidste år bestod aktiviteterne i Kjellerup udelukkende af behandling og undersøgelse i dagkirurgi, hvor patienterne kom hjem samme dag, som de blev behandlet.